# Adele Corica
Adele Corica ist eine ehemalige italienische Fußballspielerin, die in Deutschland aufgewachsen ist.

## Karriere

### Vereine
Corica gehörte der SSG 09 Bergisch Gladbach an, für die sie als Abwehrspielerin aktiv gewesen ist. Während ihrer Vereinszugehörigkeit erreichte sie mit ihrer Mannschaft am 28. Juni 1986 das Finale um die Deutsche Meisterschaft, das sie im heimischen Stadion An der Paffrather Straße mit 0:5 gegen den FSV Frankfurt verlor. Im DFB-Pokal-Wettbewerb erreichte sie mit ihrer Mannschaft zweimal das Finale, wobei sie am 31. Mai 1984 im Frankfurter Waldstadion gegen den VfR Eintracht Wolfsburg mit 2:0 gewann und am 3. Mai 1986 im Berliner Olympiastadion – im Vorspiel zum Männderfinale – mit 0:2 gegen den TSV Siegen verlor.

### Auswahlmannschaft
Corica gewann zudem als Spielerin der Auswahlmannschaft des Fußball-Verbandes Mittelrhein das am 17. April 1988 in Kappelrodeck gegen die Auswahlmannschaft des Fußballverbandes Niederrhein mit 4:2 im Elfmeterschießen gewonnene Finale um den Länderpokal.

## Erfolge
- inoffizielle Weltmeisterschaft Taiwan 1984 (1. Platz) mit Bergisch Gladbach
- Finalist Deutsche Meisterschaft 1986
- DFB-Pokal-Sieger 1984, -Finalist 1986
- Länderpokal-Sieger 1988